# بوچانگای دم‌چنگالی
بوجانگای دم‌چنگالی یا بوجانگای دم دوشاخه‌ای یا بوجانگای معمولی یا بوجانگای آفریقایی یا بوجانگای ساوانا (نام علمی: Dicrurus adsimilis) نام یک گونه از تیره بوجانگاییان است
که بومی جنوب آفریقا ست. این پرندگان کوچک، سیاه رنگ هستند و دم دوشاخه‌ای دارند. چشم قرمز و منقار تقریباً قلاب مانند دارند. بوجانگای دم‌چنگالی به چوپان دروغگوی طبیعت معروف است زیرا می‌تواند آوای بیش از ۵۰ نوع صدای هشدار خطر از خود درآورد و جانوران دیگر را فراری داده و غذای آنها را بدزدد. این پرنده حدود یک چهارم غذای خود را از این راه به دست می‌آورد.

## رفتار چوپان دروغگو
مشاهدات نشان می‌دهد که بوچانگای دم‌چنگالی می‌تواند ۵۱ نوع صدای هشدار خطر از خود درآورد که فقط ۶ مورد آن به بوجانگاها تعلق دارد. بقیه آواها مربوط به جانوران دیگر است، از پرندگانی مانند لیکوها تا پستاندارانی همچون دم‌عصایی. بوچانگای دم‌چنگالی یک چهارم وقتش را صرف تعقیب جانوران دیگر می‌کند و مانند نگهبان عمل کرده و همسایگانش را از وجود شکارچیان باخبر می‌کند. اما دزدی هم می‌کند. آنها گاه هنگامی که جانور دیگر غذایی یافت به دروغ هشدار می‌دهند و جانور را فراری داده، غذای آن را می‌دزدد. این پرنده حدود یک چهارم غذای روزانهٔ خود را از این راه به دست می‌آورد. مشاهدات نشان می‌دهد که بوجانگا اغلب دوباره به سراغ همان جانوری می‌رود که پیش‌تر غذایش را دزدیده بود، و در سه چهارم این تلاش‌های مجدد، از صدای هشداری متفاوت استفاده می‌کند تا از شک بردن جانور جلوگیری کند و بتواند بازهم آن را فریب دهد.

## نگارخانه

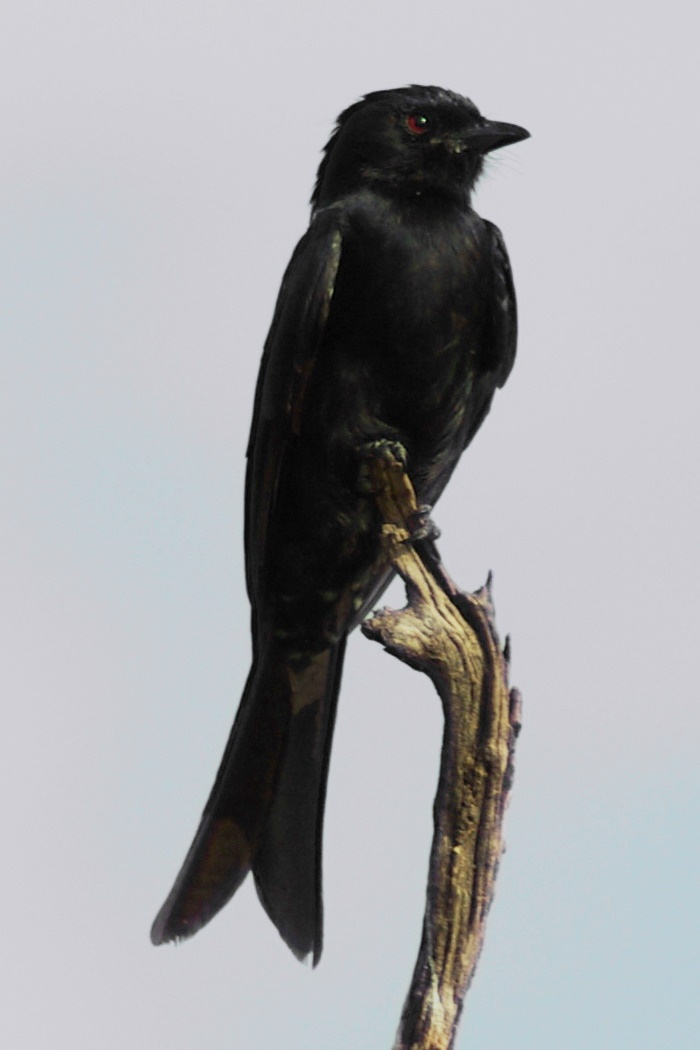
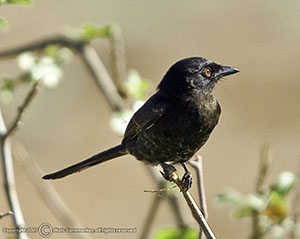